# Lista di asteroidi (246001-247000)
Di seguito una lista di asteroidi dal numero 246001 al 247000 con data di scoperta e scopritore.

## 246001-246100
| Nome     | Designazione provvisoria | Data di scoperta  | Scopritore          |
| -------- | ------------------------ | ----------------- | ------------------- |
| 246001 - | 2006 SM349               | 29 settembre 2006 | Spacewatch          |
| 246002 - | 2006 SV361               | 30 settembre 2006 | Mount Lemmon Survey |
| 246003 - | 2006 SL367               | 25 settembre 2006 | CSS                 |
| 246004 - | 2006 TO12                | 10 ottobre 2006   | NEAT                |
| 246005 - | 2006 TS12                | 10 ottobre 2006   | NEAT                |
| 246006 - | 2006 TT13                | 10 ottobre 2006   | NEAT                |
| 246007 - | 2006 TO14                | 11 ottobre 2006   | Spacewatch          |
| 246008 - | 2006 TL15                | 11 ottobre 2006   | Spacewatch          |
| 246009 - | 2006 TF17                | 11 ottobre 2006   | Spacewatch          |
| 246010 - | 2006 TD20                | 11 ottobre 2006   | Spacewatch          |
| 246011 - | 2006 TO51                | 12 ottobre 2006   | Spacewatch          |
| 246012 - | 2006 TU63                | 10 ottobre 2006   | NEAT                |
| 246013 - | 2006 TB67                | 11 ottobre 2006   | NEAT                |
| 246014 - | 2006 TN68                | 11 ottobre 2006   | NEAT                |
| 246015 - | 2006 TA71                | 11 ottobre 2006   | NEAT                |
| 246016 - | 2006 TT73                | 11 ottobre 2006   | Spacewatch          |
| 246017 - | 2006 TB78                | 12 ottobre 2006   | NEAT                |
| 246018 - | 2006 TA79                | 12 ottobre 2006   | Spacewatch          |
| 246019 - | 2006 TX92                | 15 ottobre 2006   | Spacewatch          |
| 246020 - | 2006 TU109               | 11 ottobre 2006   | NEAT                |
| 246021 - | 2006 TS117               | 3 ottobre 2006    | Becker, A. C.       |
| 246022 - | 2006 UN2                 | 16 ottobre 2006   | Tucker, R. A.       |
| 246023 - | 2006 UU13                | 17 ottobre 2006   | Mount Lemmon Survey |
| 246024 - | 2006 UJ43                | 16 ottobre 2006   | Spacewatch          |
| 246025 - | 2006 UE54                | 17 ottobre 2006   | CSS                 |
| 246026 - | 2006 UF54                | 17 ottobre 2006   | CSS                 |
| 246027 - | 2006 UF56                | 18 ottobre 2006   | Spacewatch          |
| 246028 - | 2006 UJ67                | 16 ottobre 2006   | CSS                 |
| 246029 - | 2006 UB71                | 16 ottobre 2006   | CSS                 |
| 246030 - | 2006 UB75                | 17 ottobre 2006   | CSS                 |
| 246031 - | 2006 UW76                | 17 ottobre 2006   | Spacewatch          |
| 246032 - | 2006 UT89                | 17 ottobre 2006   | Spacewatch          |
| 246033 - | 2006 UV89                | 17 ottobre 2006   | Spacewatch          |
| 246034 - | 2006 UT95                | 18 ottobre 2006   | Spacewatch          |
| 246035 - | 2006 UA115               | 19 ottobre 2006   | Spacewatch          |
| 246036 - | 2006 UL137               | 19 ottobre 2006   | CSS                 |
| 246037 - | 2006 UB150               | 20 ottobre 2006   | CSS                 |
| 246038 - | 2006 UD150               | 20 ottobre 2006   | CSS                 |
| 246039 - | 2006 US175               | 16 ottobre 2006   | CSS                 |
| 246040 - | 2006 UN176               | 16 ottobre 2006   | CSS                 |
| 246041 - | 2006 UF187               | 19 ottobre 2006   | CSS                 |
| 246042 - | 2006 UD189               | 19 ottobre 2006   | CSS                 |
| 246043 - | 2006 UO190               | 19 ottobre 2006   | CSS                 |
| 246044 - | 2006 UG193               | 20 ottobre 2006   | Mount Lemmon Survey |
| 246045 - | 2006 UU198               | 20 ottobre 2006   | Mount Lemmon Survey |
| 246046 - | 2006 US209               | 23 ottobre 2006   | Spacewatch          |
| 246047 - | 2006 UC221               | 17 ottobre 2006   | Spacewatch          |
| 246048 - | 2006 UT230               | 21 ottobre 2006   | NEAT                |
| 246049 - | 2006 UR231               | 21 ottobre 2006   | NEAT                |
| 246050 - | 2006 UM236               | 23 ottobre 2006   | Spacewatch          |
| 246051 - | 2006 UN237               | 23 ottobre 2006   | Spacewatch          |
| 246052 - | 2006 UB253               | 27 ottobre 2006   | Mount Lemmon Survey |
| 246053 - | 2006 UA338               | 22 ottobre 2006   | Mount Lemmon Survey |
| 246054 - | 2006 UX338               | 28 ottobre 2006   | Spacewatch          |
| 246055 - | 2006 VP6                 | 10 novembre 2006  | Spacewatch          |
| 246056 - | 2006 VM9                 | 11 novembre 2006  | CSS                 |
| 246057 - | 2006 VH25                | 10 novembre 2006  | Spacewatch          |
| 246058 - | 2006 VT31                | 11 novembre 2006  | Spacewatch          |
| 246059 - | 2006 VL48                | 10 novembre 2006  | LINEAR              |
| 246060 - | 2006 VY51                | 11 novembre 2006  | Spacewatch          |
| 246061 - | 2006 VX52                | 11 novembre 2006  | Spacewatch          |
| 246062 - | 2006 VV65                | 11 novembre 2006  | Spacewatch          |
| 246063 - | 2006 VS73                | 11 novembre 2006  | Mount Lemmon Survey |
| 246064 - | 2006 VL94                | 15 novembre 2006  | CSS                 |
| 246065 - | 2006 VB99                | 11 novembre 2006  | Mount Lemmon Survey |
| 246066 - | 2006 VK120               | 14 novembre 2006  | Mount Lemmon Survey |
| 246067 - | 2006 VE129               | 15 novembre 2006  | LINEAR              |
| 246068 - | 2006 VM149               | 2 novembre 2006   | CSS                 |
| 246069 - | 2006 VZ168               | 14 novembre 2006  | Spacewatch          |
| 246070 - | 2006 WD42                | 16 novembre 2006  | Mount Lemmon Survey |
| 246071 - | 2006 WH44                | 16 novembre 2006  | Spacewatch          |
| 246072 - | 2006 WJ57                | 17 novembre 2006  | Spacewatch          |
| 246073 - | 2006 WC62                | 17 novembre 2006  | CSS                 |
| 246074 - | 2006 WA107               | 19 novembre 2006  | CSS                 |
| 246075 - | 2006 WK120               | 21 novembre 2006  | LINEAR              |
| 246076 - | 2006 WB150               | 20 novembre 2006  | Spacewatch          |
| 246077 - | 2006 WO198               | 16 novembre 2006  | Spacewatch          |
| 246078 - | 2006 WS198               | 20 novembre 2006  | CSS                 |
| 246079 - | 2006 XD4                 | 14 dicembre 2006  | Endate, K.          |
| 246080 - | 2006 XC5                 | 1 dicembre 2006   | CSS                 |
| 246081 - | 2006 XN5                 | 6 dicembre 2006   | NEAT                |
| 246082 - | 2006 XT16                | 10 dicembre 2006  | Spacewatch          |
| 246083 - | 2006 XQ17                | 10 dicembre 2006  | Spacewatch          |
| 246084 - | 2006 XX34                | 11 dicembre 2006  | Spacewatch          |
| 246085 - | 2006 XM51                | 14 dicembre 2006  | Spacewatch          |
| 246086 - | 2006 YQ33                | 21 dicembre 2006  | Spacewatch          |
| 246087 - | 2007 AL3                 | 8 gennaio 2007    | Spacewatch          |
| 246088 - | 2007 AW8                 | 9 gennaio 2007    | Kocher, P.          |
| 246089 - | 2007 AA12                | 14 gennaio 2007   | Crni Vrh            |
| 246090 - | 2007 AN25                | 15 gennaio 2007   | Tucker, R. A.       |
| 246091 - | 2007 AW25                | 15 gennaio 2007   | LONEOS              |
| 246092 - | 2007 BS1                 | 16 gennaio 2007   | CSS                 |
| 246093 - | 2007 BR39                | 24 gennaio 2007   | Mount Lemmon Survey |
| 246094 - | 2007 CS44                | 8 febbraio 2007   | NEAT                |
| 246095 - | 2007 DQ102               | 16 febbraio 2007  | Mount Lemmon Survey |
| 246096 - | 2007 EL25                | 10 marzo 2007     | Mount Lemmon Survey |
| 246097 - | 2007 EN63                | 10 marzo 2007     | Spacewatch          |
| 246098 - | 2007 EA82                | 11 marzo 2007     | Mount Lemmon Survey |
| 246099 - | 2007 EL96                | 10 marzo 2007     | Mount Lemmon Survey |
| 246100 - | 2007 EV136               | 10 marzo 2007     | NEAT                |

## 246101-246200
| Nome               | Designazione provvisoria | Data di scoperta  | Scopritore               |
| ------------------ | ------------------------ | ----------------- | ------------------------ |
| 246101 -           | 2007 ED145               | 12 marzo 2007     | Mount Lemmon Survey      |
| 246102 -           | 2007 EY156               | 12 marzo 2007     | Spacewatch               |
| 246103 -           | 2007 ER160               | 14 marzo 2007     | Mount Lemmon Survey      |
| 246104 -           | 2007 EB163               | 15 marzo 2007     | Mount Lemmon Survey      |
| 246105 -           | 2007 EE173               | 14 marzo 2007     | Spacewatch               |
| 246106 -           | 2007 EE188               | 11 marzo 2007     | Mount Lemmon Survey      |
| 246107 -           | 2007 FM24                | 20 marzo 2007     | LONEOS                   |
| 246108 -           | 2007 FT27                | 20 marzo 2007     | Mount Lemmon Survey      |
| 246109 -           | 2007 FE31                | 20 marzo 2007     | Mount Lemmon Survey      |
| 246110 -           | 2007 FP41                | 26 marzo 2007     | Mount Lemmon Survey      |
| 246111 -           | 2007 FC50                | 20 marzo 2007     | CSS                      |
| 246112 -           | 2007 GJ54                | 15 aprile 2007    | Spacewatch               |
| 246113 -           | 2007 GY69                | 15 aprile 2007    | Mount Lemmon Survey      |
| 246114 -           | 2007 GR70                | 15 aprile 2007    | Mount Lemmon Survey      |
| 246115 -           | 2007 HC7                 | 16 aprile 2007    | LINEAR                   |
| 246116 -           | 2007 HS44                | 18 aprile 2007    | Mount Lemmon Survey      |
| 246117 -           | 2007 HD50                | 20 aprile 2007    | Spacewatch               |
| 246118 -           | 2007 HB88                | 20 aprile 2007    | Teamo, N.                |
| 246119 -           | 2007 JC1                 | 7 maggio 2007     | Spacewatch               |
| 246120 -           | 2007 JJ3                 | 6 maggio 2007     | Spacewatch               |
| 246121 -           | 2007 JD11                | 7 maggio 2007     | Spacewatch               |
| 246122 -           | 2007 JV12                | 7 maggio 2007     | Spacewatch               |
| 246123 -           | 2007 JF13                | 7 maggio 2007     | LUSS                     |
| 246124 -           | 2007 JW22                | 11 maggio 2007    | LUSS                     |
| 246125 -           | 2007 JO42                | 11 maggio 2007    | CSS                      |
| 246126 -           | 2007 KY3                 | 21 maggio 2007    | CSS                      |
| 246127 -           | 2007 LF16                | 10 giugno 2007    | Spacewatch               |
| 246128 -           | 2007 LY18                | 9 giugno 2007     | CSS                      |
| 246129 -           | 2007 LT25                | 14 giugno 2007    | Spacewatch               |
| 246130 -           | 2007 LK29                | 15 giugno 2007    | Spacewatch               |
| 246131 -           | 2007 LV33                | 12 giugno 2007    | CSS                      |
| 246132 Lugyny      | 2007 NM1                 | 9 luglio 2007     | Andrushivka              |
| 246133 -           | 2007 NS1                 | 12 luglio 2007    | OAM                      |
| 246134 -           | 2007 NA4                 | 13 luglio 2007    | Teamo, N.                |
| 246135 -           | 2007 NB6                 | 10 luglio 2007    | Siding Spring Survey     |
| 246136 -           | 2007 NM6                 | 10 luglio 2007    | Siding Spring Survey     |
| 246137 -           | 2007 OC                  | 16 luglio 2007    | OAM                      |
| 246138 -           | 2007 OG3                 | 19 luglio 2007    | CSS                      |
| 246139 -           | 2007 OF8                 | 25 luglio 2007    | LUSS                     |
| 246140 -           | 2007 PM                  | 5 agosto 2007     | Chante-Perdrix           |
| 246141 -           | 2007 PV                  | 4 agosto 2007     | Broughton, J.            |
| 246142 -           | 2007 PC3                 | 4 agosto 2007     | Siding Spring Survey     |
| 246143 -           | 2007 PF5                 | 5 agosto 2007     | LINEAR                   |
| 246144 -           | 2007 PA6                 | 8 agosto 2007     | LINEAR                   |
| 246145 -           | 2007 PE9                 | 11 agosto 2007    | Chante-Perdrix           |
| 246146 -           | 2007 PQ10                | 9 agosto 2007     | LINEAR                   |
| 246147 -           | 2007 PM16                | 8 agosto 2007     | LINEAR                   |
| 246148 -           | 2007 PC24                | 12 agosto 2007    | LINEAR                   |
| 246149 -           | 2007 PE24                | 12 agosto 2007    | LINEAR                   |
| 246150 -           | 2007 PF24                | 12 agosto 2007    | LINEAR                   |
| 246151 -           | 2007 PW24                | 12 agosto 2007    | LINEAR                   |
| 246152 -           | 2007 PX25                | 8 agosto 2007     | LINEAR                   |
| 246153 Waltermaria | 2007 PW30                | 15 agosto 2007    | Mazzucato, M., Dolfi, F. |
| 246154 -           | 2007 PB31                | 5 agosto 2007     | LINEAR                   |
| 246155 -           | 2007 PR33                | 12 agosto 2007    | LINEAR                   |
| 246156 -           | 2007 PF35                | 9 agosto 2007     | LINEAR                   |
| 246157 -           | 2007 PT35                | 11 agosto 2007    | LINEAR                   |
| 246158 -           | 2007 PC37                | 13 agosto 2007    | LINEAR                   |
| 246159 -           | 2007 PY39                | 15 agosto 2007    | LINEAR                   |
| 246160 -           | 2007 PE40                | 10 agosto 2007    | Spacewatch               |
| 246161 -           | 2007 PQ45                | 13 agosto 2007    | Siding Spring Survey     |
| 246162 -           | 2007 QR                  | 16 agosto 2007    | PMO NEO Survey Program   |
| 246163 -           | 2007 QV2                 | 19 agosto 2007    | OAM                      |
| 246164 Zdvyzhensk  | 2007 QH3                 | 22 agosto 2007    | Andrushivka              |
| 246165 -           | 2007 QT11                | 23 agosto 2007    | Spacewatch               |
| 246166 -           | 2007 RQ5                 | 5 settembre 2007  | OAM                      |
| 246167 Joskohn     | 2007 RF8                 | 5 settembre 2007  | Kocher, P.               |
| 246168 -           | 2007 RE13                | 3 settembre 2007  | CSS                      |
| 246169 -           | 2007 RQ13                | 11 settembre 2007 | Tucker, R. A.            |
| 246170 -           | 2007 RY13                | 6 settembre 2007  | OAM                      |
| 246171 Konrad      | 2007 RU15                | 4 settembre 2007  | Koenig, M.               |
| 246172 -           | 2007 RL16                | 13 settembre 2007 | Lowe, A.                 |
| 246173 -           | 2007 RN17                | 12 settembre 2007 | BATTeRS                  |
| 246174 -           | 2007 RF23                | 3 settembre 2007  | CSS                      |
| 246175 -           | 2007 RT27                | 4 settembre 2007  | CSS                      |
| 246176 -           | 2007 RV32                | 5 settembre 2007  | CSS                      |
| 246177 -           | 2007 RN33                | 5 settembre 2007  | CSS                      |
| 246178 -           | 2007 RD38                | 8 settembre 2007  | LONEOS                   |
| 246179 -           | 2007 RL38                | 8 settembre 2007  | LONEOS                   |
| 246180 -           | 2007 RC45                | 9 settembre 2007  | Spacewatch               |
| 246181 -           | 2007 RP47                | 9 settembre 2007  | Mount Lemmon Survey      |
| 246182 -           | 2007 RS48                | 9 settembre 2007  | Mount Lemmon Survey      |
| 246183 -           | 2007 RC57                | 9 settembre 2007  | Spacewatch               |
| 246184 -           | 2007 RA58                | 9 settembre 2007  | LONEOS                   |
| 246185 -           | 2007 RH58                | 9 settembre 2007  | Spacewatch               |
| 246186 -           | 2007 RN58                | 9 settembre 2007  | Spacewatch               |
| 246187 -           | 2007 RO58                | 9 settembre 2007  | Spacewatch               |
| 246188 -           | 2007 RY68                | 10 settembre 2007 | Spacewatch               |
| 246189 -           | 2007 RE69                | 10 settembre 2007 | Spacewatch               |
| 246190 -           | 2007 RT82                | 10 settembre 2007 | Mount Lemmon Survey      |
| 246191 -           | 2007 RY83                | 10 settembre 2007 | Spacewatch               |
| 246192 -           | 2007 RH88                | 10 settembre 2007 | Mount Lemmon Survey      |
| 246193 -           | 2007 RD99                | 11 settembre 2007 | Spacewatch               |
| 246194 -           | 2007 RG102               | 11 settembre 2007 | CSS                      |
| 246195 -           | 2007 RD106               | 11 settembre 2007 | CSS                      |
| 246196 -           | 2007 RR109               | 11 settembre 2007 | Spacewatch               |
| 246197 -           | 2007 RY116               | 11 settembre 2007 | Spacewatch               |
| 246198 -           | 2007 RW128               | 12 settembre 2007 | Mount Lemmon Survey      |
| 246199 -           | 2007 RM129               | 12 settembre 2007 | Mount Lemmon Survey      |
| 246200 -           | 2007 RN132               | 13 settembre 2007 | Mount Lemmon Survey      |

## 246201-246300
| Nome                 | Designazione provvisoria | Data di scoperta  | Scopritore                        |
| -------------------- | ------------------------ | ----------------- | --------------------------------- |
| 246201 -             | 2007 RH135               | 12 settembre 2007 | Tucker, R. A.                     |
| 246202 -             | 2007 RC136               | 14 settembre 2007 | Mount Lemmon Survey               |
| 246203 -             | 2007 RO139               | 13 settembre 2007 | LINEAR                            |
| 246204 -             | 2007 RA142               | 13 settembre 2007 | LINEAR                            |
| 246205 -             | 2007 RY142               | 14 settembre 2007 | LINEAR                            |
| 246206 -             | 2007 RV143               | 14 settembre 2007 | LINEAR                            |
| 246207 -             | 2007 RS144               | 14 settembre 2007 | LINEAR                            |
| 246208 -             | 2007 RW144               | 14 settembre 2007 | LINEAR                            |
| 246209 -             | 2007 RZ149               | 12 settembre 2007 | LUSS                              |
| 246210 -             | 2007 RF150               | 13 settembre 2007 | CSS                               |
| 246211 -             | 2007 RE153               | 10 settembre 2007 | Spacewatch                        |
| 246212 -             | 2007 RR164               | 10 settembre 2007 | Spacewatch                        |
| 246213 -             | 2007 RP165               | 10 settembre 2007 | Spacewatch                        |
| 246214 -             | 2007 RE167               | 10 settembre 2007 | Spacewatch                        |
| 246215 -             | 2007 RC169               | 10 settembre 2007 | Spacewatch                        |
| 246216 -             | 2007 RL173               | 10 settembre 2007 | Spacewatch                        |
| 246217 -             | 2007 RX175               | 8 settembre 2007  | Mount Lemmon Survey               |
| 246218 -             | 2007 RE176               | 9 settembre 2007  | Mount Lemmon Survey               |
| 246219 -             | 2007 RF179               | 10 settembre 2007 | Mount Lemmon Survey               |
| 246220 -             | 2007 RK186               | 13 settembre 2007 | Mount Lemmon Survey               |
| 246221 -             | 2007 RR194               | 12 settembre 2007 | Spacewatch                        |
| 246222 -             | 2007 RL203               | 13 settembre 2007 | Spacewatch                        |
| 246223 -             | 2007 RX204               | 9 settembre 2007  | Spacewatch                        |
| 246224 -             | 2007 RU208               | 10 settembre 2007 | Spacewatch                        |
| 246225 -             | 2007 RX209               | 10 settembre 2007 | Spacewatch                        |
| 246226 -             | 2007 RH212               | 11 settembre 2007 | Spacewatch                        |
| 246227 -             | 2007 RJ217               | 13 settembre 2007 | Mount Lemmon Survey               |
| 246228 -             | 2007 RK232               | 11 settembre 2007 | PMO NEO Survey Program            |
| 246229 -             | 2007 RQ232               | 11 settembre 2007 | PMO NEO Survey Program            |
| 246230 -             | 2007 RU239               | 14 settembre 2007 | CSS                               |
| 246231 -             | 2007 RC241               | 10 settembre 2007 | CSS                               |
| 246232 -             | 2007 RN241               | 12 settembre 2007 | CSS                               |
| 246233 -             | 2007 RW250               | 13 settembre 2007 | Spacewatch                        |
| 246234 -             | 2007 RT254               | 14 settembre 2007 | Spacewatch                        |
| 246235 -             | 2007 RK256               | 14 settembre 2007 | CSS                               |
| 246236 -             | 2007 RV260               | 14 settembre 2007 | Spacewatch                        |
| 246237 -             | 2007 RB274               | 15 settembre 2007 | Spacewatch                        |
| 246238 Crampton      | 2007 RL274               | 5 settembre 2007  | Balam, D. D.                      |
| 246239 -             | 2007 RF278               | 5 settembre 2007  | CSS                               |
| 246240 -             | 2007 RY286               | 5 settembre 2007  | CSS                               |
| 246241 -             | 2007 RQ301               | 13 settembre 2007 | Mount Lemmon Survey               |
| 246242 -             | 2007 RW309               | 13 settembre 2007 | Mount Lemmon Survey               |
| 246243 -             | 2007 RH323               | 15 settembre 2007 | Mount Lemmon Survey               |
| 246244 -             | 2007 SV5                 | 19 settembre 2007 | LINEAR                            |
| 246245 -             | 2007 SX5                 | 21 settembre 2007 | LINEAR                            |
| 246246 -             | 2007 SD7                 | 18 settembre 2007 | Spacewatch                        |
| 246247 Sheldoncooper | 2007 SP14                | 20 settembre 2007 | Ye, Q.-z., Lin, H.-C.             |
| 246248 -             | 2007 TX                  | 2 ottobre 2007    | Astronomical Research Observatory |
| 246249 -             | 2007 TV3                 | 5 ottobre 2007    | Bickel, W.                        |
| 246250 -             | 2007 TN4                 | 6 ottobre 2007    | Yeung, W. K. Y.                   |
| 246251 -             | 2007 TU6                 | 6 ottobre 2007    | OAM                               |
| 246252 -             | 2007 TY6                 | 6 ottobre 2007    | OAM                               |
| 246253 -             | 2007 TF7                 | 7 ottobre 2007    | Chante-Perdrix                    |
| 246254 -             | 2007 TV7                 | 7 ottobre 2007    | Ries, W.                          |
| 246255 -             | 2007 TR12                | 6 ottobre 2007    | LINEAR                            |
| 246256 -             | 2007 TQ13                | 6 ottobre 2007    | LINEAR                            |
| 246257 -             | 2007 TS13                | 6 ottobre 2007    | LINEAR                            |
| 246258 -             | 2007 TU14                | 8 ottobre 2007    | Ries, W.                          |
| 246259 -             | 2007 TC15                | 8 ottobre 2007    | Yeung, W. K. Y.                   |
| 246260 -             | 2007 TV16                | 6 ottobre 2007    | Spacewatch                        |
| 246261 -             | 2007 TW16                | 6 ottobre 2007    | Spacewatch                        |
| 246262 -             | 2007 TJ17                | 7 ottobre 2007    | Calvin College                    |
| 246263 -             | 2007 TV17                | 7 ottobre 2007    | Chante-Perdrix                    |
| 246264 -             | 2007 TR25                | 4 ottobre 2007    | Spacewatch                        |
| 246265 -             | 2007 TY25                | 4 ottobre 2007    | Spacewatch                        |
| 246266 -             | 2007 TW26                | 4 ottobre 2007    | Spacewatch                        |
| 246267 -             | 2007 TN29                | 4 ottobre 2007    | Spacewatch                        |
| 246268 -             | 2007 TD30                | 4 ottobre 2007    | Spacewatch                        |
| 246269 -             | 2007 TF32                | 6 ottobre 2007    | Spacewatch                        |
| 246270 -             | 2007 TR34                | 6 ottobre 2007    | Spacewatch                        |
| 246271 -             | 2007 TJ40                | 6 ottobre 2007    | Spacewatch                        |
| 246272 -             | 2007 TO41                | 6 ottobre 2007    | Spacewatch                        |
| 246273 -             | 2007 TW44                | 7 ottobre 2007    | CSS                               |
| 246274 -             | 2007 TY45                | 7 ottobre 2007    | CSS                               |
| 246275 -             | 2007 TS46                | 4 ottobre 2007    | Spacewatch                        |
| 246276 -             | 2007 TQ47                | 4 ottobre 2007    | Spacewatch                        |
| 246277 -             | 2007 TG54                | 4 ottobre 2007    | Spacewatch                        |
| 246278 -             | 2007 TT54                | 4 ottobre 2007    | Spacewatch                        |
| 246279 -             | 2007 TE55                | 4 ottobre 2007    | Spacewatch                        |
| 246280 -             | 2007 TU64                | 7 ottobre 2007    | Mount Lemmon Survey               |
| 246281 -             | 2007 TC65                | 7 ottobre 2007    | Mount Lemmon Survey               |
| 246282 -             | 2007 TH65                | 7 ottobre 2007    | Mount Lemmon Survey               |
| 246283 -             | 2007 TF66                | 5 ottobre 2007    | BATTeRS                           |
| 246284 -             | 2007 TD67                | 12 ottobre 2007   | Chante-Perdrix                    |
| 246285 -             | 2007 TK67                | 7 ottobre 2007    | CSS                               |
| 246286 -             | 2007 TS67                | 8 ottobre 2007    | LONEOS                            |
| 246287 -             | 2007 TX70                | 13 ottobre 2007   | Tucker, R. A.                     |
| 246288 -             | 2007 TS72                | 7 ottobre 2007    | LINEAR                            |
| 246289 -             | 2007 TC73                | 14 ottobre 2007   | Ries, W.                          |
| 246290 -             | 2007 TH76                | 5 ottobre 2007    | Spacewatch                        |
| 246291 -             | 2007 TQ76                | 5 ottobre 2007    | Spacewatch                        |
| 246292 -             | 2007 TW77                | 5 ottobre 2007    | Spacewatch                        |
| 246293 -             | 2007 TH79                | 5 ottobre 2007    | Spacewatch                        |
| 246294 -             | 2007 TN81                | 7 ottobre 2007    | CSS                               |
| 246295 -             | 2007 TF82                | 8 ottobre 2007    | Mount Lemmon Survey               |
| 246296 -             | 2007 TR89                | 8 ottobre 2007    | Mount Lemmon Survey               |
| 246297 -             | 2007 TU101               | 8 ottobre 2007    | Mount Lemmon Survey               |
| 246298 -             | 2007 TE102               | 8 ottobre 2007    | LONEOS                            |
| 246299 -             | 2007 TF104               | 8 ottobre 2007    | Mount Lemmon Survey               |
| 246300 -             | 2007 TN104               | 8 ottobre 2007    | Mount Lemmon Survey               |

## 246301-246400
| Nome               | Designazione provvisoria | Data di scoperta | Scopritore                        |
| ------------------ | ------------------------ | ---------------- | --------------------------------- |
| 246301 -           | 2007 TF116               | 8 ottobre 2007   | Mount Lemmon Survey               |
| 246302 -           | 2007 TW125               | 6 ottobre 2007   | Spacewatch                        |
| 246303 -           | 2007 TB129               | 6 ottobre 2007   | Spacewatch                        |
| 246304 -           | 2007 TZ129               | 6 ottobre 2007   | Spacewatch                        |
| 246305 -           | 2007 TD135               | 8 ottobre 2007   | Spacewatch                        |
| 246306 -           | 2007 TX140               | 9 ottobre 2007   | Mount Lemmon Survey               |
| 246307 -           | 2007 TV147               | 7 ottobre 2007   | LINEAR                            |
| 246308 -           | 2007 TX147               | 7 ottobre 2007   | LINEAR                            |
| 246309 -           | 2007 TY147               | 7 ottobre 2007   | LINEAR                            |
| 246310 -           | 2007 TM153               | 9 ottobre 2007   | LINEAR                            |
| 246311 -           | 2007 TX157               | 9 ottobre 2007   | LINEAR                            |
| 246312 -           | 2007 TT158               | 9 ottobre 2007   | LINEAR                            |
| 246313 -           | 2007 TJ160               | 9 ottobre 2007   | LINEAR                            |
| 246314 -           | 2007 TV164               | 11 ottobre 2007  | LINEAR                            |
| 246315 -           | 2007 TA167               | 12 ottobre 2007  | LINEAR                            |
| 246316 -           | 2007 TP167               | 12 ottobre 2007  | LINEAR                            |
| 246317 -           | 2007 TV168               | 12 ottobre 2007  | LINEAR                            |
| 246318 -           | 2007 TZ169               | 12 ottobre 2007  | LINEAR                            |
| 246319 -           | 2007 TQ172               | 13 ottobre 2007  | LINEAR                            |
| 246320 -           | 2007 TB181               | 8 ottobre 2007   | LONEOS                            |
| 246321 -           | 2007 TR181               | 8 ottobre 2007   | LONEOS                            |
| 246322 -           | 2007 TH183               | 9 ottobre 2007   | Spacewatch                        |
| 246323 -           | 2007 TF192               | 5 ottobre 2007   | Spacewatch                        |
| 246324 -           | 2007 TE200               | 8 ottobre 2007   | Spacewatch                        |
| 246325 -           | 2007 TD214               | 7 ottobre 2007   | Spacewatch                        |
| 246326 -           | 2007 TK215               | 7 ottobre 2007   | Spacewatch                        |
| 246327 -           | 2007 TR218               | 7 ottobre 2007   | Spacewatch                        |
| 246328 -           | 2007 TE226               | 8 ottobre 2007   | Spacewatch                        |
| 246329 -           | 2007 TT228               | 8 ottobre 2007   | Spacewatch                        |
| 246330 -           | 2007 TE229               | 8 ottobre 2007   | Spacewatch                        |
| 246331 -           | 2007 TB234               | 8 ottobre 2007   | Spacewatch                        |
| 246332 -           | 2007 TJ234               | 8 ottobre 2007   | Spacewatch                        |
| 246333 -           | 2007 TK238               | 10 ottobre 2007  | Astronomical Research Observatory |
| 246334 -           | 2007 TF243               | 8 ottobre 2007   | CSS                               |
| 246335 -           | 2007 TJ244               | 8 ottobre 2007   | CSS                               |
| 246336 -           | 2007 TW244               | 8 ottobre 2007   | CSS                               |
| 246337 -           | 2007 TG245               | 8 ottobre 2007   | CSS                               |
| 246338 -           | 2007 TA250               | 11 ottobre 2007  | Mount Lemmon Survey               |
| 246339 -           | 2007 TT261               | 10 ottobre 2007  | Spacewatch                        |
| 246340 -           | 2007 TK282               | 8 ottobre 2007   | Mount Lemmon Survey               |
| 246341 -           | 2007 TV287               | 11 ottobre 2007  | CSS                               |
| 246342 -           | 2007 TY287               | 11 ottobre 2007  | CSS                               |
| 246343 -           | 2007 TO290               | 12 ottobre 2007  | Mount Lemmon Survey               |
| 246344 -           | 2007 TD294               | 9 ottobre 2007   | Mount Lemmon Survey               |
| 246345 Carolharris | 2007 TH298               | 11 ottobre 2007  | Wasserman, L. H.                  |
| 246346 -           | 2007 TK301               | 12 ottobre 2007  | Spacewatch                        |
| 246347 -           | 2007 TX306               | 8 ottobre 2007   | Mount Lemmon Survey               |
| 246348 -           | 2007 TJ309               | 10 ottobre 2007  | Mount Lemmon Survey               |
| 246349 -           | 2007 TK309               | 10 ottobre 2007  | Mount Lemmon Survey               |
| 246350 -           | 2007 TD311               | 11 ottobre 2007  | CSS                               |
| 246351 -           | 2007 TR311               | 11 ottobre 2007  | Mount Lemmon Survey               |
| 246352 -           | 2007 TU314               | 12 ottobre 2007  | Mount Lemmon Survey               |
| 246353 -           | 2007 TG318               | 12 ottobre 2007  | Spacewatch                        |
| 246354 -           | 2007 TW321               | 14 ottobre 2007  | CSS                               |
| 246355 -           | 2007 TJ326               | 11 ottobre 2007  | Spacewatch                        |
| 246356 -           | 2007 TL330               | 11 ottobre 2007  | Spacewatch                        |
| 246357 -           | 2007 TP331               | 11 ottobre 2007  | Spacewatch                        |
| 246358 -           | 2007 TX331               | 11 ottobre 2007  | Spacewatch                        |
| 246359 -           | 2007 TT335               | 12 ottobre 2007  | Spacewatch                        |
| 246360 -           | 2007 TP355               | 11 ottobre 2007  | CSS                               |
| 246361 -           | 2007 TS366               | 9 ottobre 2007   | Spacewatch                        |
| 246362 -           | 2007 TB367               | 9 ottobre 2007   | Spacewatch                        |
| 246363 -           | 2007 TQ378               | 12 ottobre 2007  | Mount Lemmon Survey               |
| 246364 -           | 2007 TS385               | 15 ottobre 2007  | CSS                               |
| 246365 -           | 2007 TV386               | 11 ottobre 2007  | Mount Lemmon Survey               |
| 246366 -           | 2007 TE392               | 15 ottobre 2007  | CSS                               |
| 246367 -           | 2007 TF392               | 15 ottobre 2007  | CSS                               |
| 246368 -           | 2007 TG392               | 15 ottobre 2007  | CSS                               |
| 246369 -           | 2007 TR398               | 15 ottobre 2007  | Spacewatch                        |
| 246370 -           | 2007 TO399               | 15 ottobre 2007  | Spacewatch                        |
| 246371 -           | 2007 TO400               | 13 ottobre 2007  | Spacewatch                        |
| 246372 -           | 2007 TM414               | 15 ottobre 2007  | CSS                               |
| 246373 -           | 2007 TQ418               | 7 ottobre 2007   | Spacewatch                        |
| 246374 -           | 2007 TB419               | 10 ottobre 2007  | CSS                               |
| 246375 -           | 2007 TW419               | 8 ottobre 2007   | CSS                               |
| 246376 -           | 2007 TT427               | 10 ottobre 2007  | CSS                               |
| 246377 -           | 2007 TH429               | 12 ottobre 2007  | Spacewatch                        |
| 246378 -           | 2007 TE431               | 12 ottobre 2007  | Spacewatch                        |
| 246379 -           | 2007 TR432               | 7 ottobre 2007   | CSS                               |
| 246380 -           | 2007 TW434               | 11 ottobre 2007  | Spacewatch                        |
| 246381 -           | 2007 UC                  | 16 ottobre 2007  | BATTeRS                           |
| 246382 -           | 2007 UJ3                 | 18 ottobre 2007  | Healy, D.                         |
| 246383 -           | 2007 US11                | 19 ottobre 2007  | LINEAR                            |
| 246384 -           | 2007 UW11                | 19 ottobre 2007  | LINEAR                            |
| 246385 -           | 2007 UD18                | 17 ottobre 2007  | LONEOS                            |
| 246386 -           | 2007 UP18                | 17 ottobre 2007  | Mount Lemmon Survey               |
| 246387 -           | 2007 UF24                | 16 ottobre 2007  | Spacewatch                        |
| 246388 -           | 2007 UX25                | 16 ottobre 2007  | Spacewatch                        |
| 246389 -           | 2007 UY29                | 19 ottobre 2007  | LONEOS                            |
| 246390 -           | 2007 UE34                | 17 ottobre 2007  | LONEOS                            |
| 246391 -           | 2007 UW39                | 20 ottobre 2007  | Mount Lemmon Survey               |
| 246392 -           | 2007 UT46                | 20 ottobre 2007  | CSS                               |
| 246393 -           | 2007 UV46                | 20 ottobre 2007  | CSS                               |
| 246394 -           | 2007 UL47                | 17 ottobre 2007  | PMO NEO Survey Program            |
| 246395 -           | 2007 UQ52                | 24 ottobre 2007  | Mount Lemmon Survey               |
| 246396 -           | 2007 UF55                | 30 ottobre 2007  | Spacewatch                        |
| 246397 -           | 2007 UK56                | 30 ottobre 2007  | Spacewatch                        |
| 246398 -           | 2007 UN60                | 30 ottobre 2007  | Mount Lemmon Survey               |
| 246399 -           | 2007 UN61                | 30 ottobre 2007  | Spacewatch                        |
| 246400 -           | 2007 UG73                | 31 ottobre 2007  | Mount Lemmon Survey               |

## 246401-246500
| Nome     | Designazione provvisoria | Data di scoperta | Scopritore             |
| -------- | ------------------------ | ---------------- | ---------------------- |
| 246401 - | 2007 UH79                | 30 ottobre 2007  | CSS                    |
| 246402 - | 2007 UB81                | 30 ottobre 2007  | Spacewatch             |
| 246403 - | 2007 UA87                | 30 ottobre 2007  | Spacewatch             |
| 246404 - | 2007 UX88                | 30 ottobre 2007  | Mount Lemmon Survey    |
| 246405 - | 2007 UH96                | 30 ottobre 2007  | Spacewatch             |
| 246406 - | 2007 UO99                | 30 ottobre 2007  | CSS                    |
| 246407 - | 2007 UE101               | 30 ottobre 2007  | Spacewatch             |
| 246408 - | 2007 UR113               | 31 ottobre 2007  | Spacewatch             |
| 246409 - | 2007 UN114               | 31 ottobre 2007  | Spacewatch             |
| 246410 - | 2007 UH115               | 31 ottobre 2007  | Spacewatch             |
| 246411 - | 2007 UK125               | 31 ottobre 2007  | CSS                    |
| 246412 - | 2007 UV125               | 29 ottobre 2007  | Siding Spring Survey   |
| 246413 - | 2007 UF136               | 31 ottobre 2007  | CSS                    |
| 246414 - | 2007 UQ137               | 17 ottobre 2007  | Mount Lemmon Survey    |
| 246415 - | 2007 VQ1                 | 2 novembre 2007  | Yeung, W. K. Y.        |
| 246416 - | 2007 VA4                 | 2 novembre 2007  | Chante-Perdrix         |
| 246417 - | 2007 VO7                 | 2 novembre 2007  | Chante-Perdrix         |
| 246418 - | 2007 VR25                | 2 novembre 2007  | Mount Lemmon Survey    |
| 246419 - | 2007 VH31                | 2 novembre 2007  | Spacewatch             |
| 246420 - | 2007 VN31                | 2 novembre 2007  | Spacewatch             |
| 246421 - | 2007 VC32                | 2 novembre 2007  | Spacewatch             |
| 246422 - | 2007 VB47                | 1 novembre 2007  | Spacewatch             |
| 246423 - | 2007 VF47                | 1 novembre 2007  | Spacewatch             |
| 246424 - | 2007 VJ48                | 1 novembre 2007  | Spacewatch             |
| 246425 - | 2007 VR53                | 1 novembre 2007  | Spacewatch             |
| 246426 - | 2007 VA54                | 1 novembre 2007  | Spacewatch             |
| 246427 - | 2007 VK56                | 1 novembre 2007  | Spacewatch             |
| 246428 - | 2007 VD65                | 1 novembre 2007  | Spacewatch             |
| 246429 - | 2007 VY84                | 2 novembre 2007  | Spacewatch             |
| 246430 - | 2007 VT86                | 2 novembre 2007  | LINEAR                 |
| 246431 - | 2007 VP87                | 2 novembre 2007  | LINEAR                 |
| 246432 - | 2007 VC89                | 3 novembre 2007  | LINEAR                 |
| 246433 - | 2007 VA90                | 4 novembre 2007  | LINEAR                 |
| 246434 - | 2007 VH91                | 7 novembre 2007  | LINEAR                 |
| 246435 - | 2007 VQ112               | 3 novembre 2007  | Spacewatch             |
| 246436 - | 2007 VL116               | 3 novembre 2007  | Spacewatch             |
| 246437 - | 2007 VO125               | 6 novembre 2007  | Spacewatch             |
| 246438 - | 2007 VD141               | 4 novembre 2007  | Mount Lemmon Survey    |
| 246439 - | 2007 VT153               | 4 novembre 2007  | Spacewatch             |
| 246440 - | 2007 VG154               | 5 novembre 2007  | Spacewatch             |
| 246441 - | 2007 VF158               | 5 novembre 2007  | Spacewatch             |
| 246442 - | 2007 VZ161               | 5 novembre 2007  | Spacewatch             |
| 246443 - | 2007 VH185               | 6 novembre 2007  | Spacewatch             |
| 246444 - | 2007 VJ185               | 6 novembre 2007  | Spacewatch             |
| 246445 - | 2007 VK185               | 6 novembre 2007  | PMO NEO Survey Program |
| 246446 - | 2007 VQ185               | 9 novembre 2007  | Spacewatch             |
| 246447 - | 2007 VB190               | 14 novembre 2007 | Lowe, A.               |
| 246448 - | 2007 VV192               | 4 novembre 2007  | Mount Lemmon Survey    |
| 246449 - | 2007 VZ209               | 9 novembre 2007  | Spacewatch             |
| 246450 - | 2007 VJ212               | 9 novembre 2007  | Spacewatch             |
| 246451 - | 2007 VY225               | 9 novembre 2007  | Mount Lemmon Survey    |
| 246452 - | 2007 VP229               | 7 novembre 2007  | Spacewatch             |
| 246453 - | 2007 VH238               | 13 novembre 2007 | LONEOS                 |
| 246454 - | 2007 VL241               | 12 novembre 2007 | CSS                    |
| 246455 - | 2007 VE242               | 12 novembre 2007 | CSS                    |
| 246456 - | 2007 VF243               | 13 novembre 2007 | Mount Lemmon Survey    |
| 246457 - | 2007 VU244               | 14 novembre 2007 | BATTeRS                |
| 246458 - | 2007 VT245               | 8 novembre 2007  | CSS                    |
| 246459 - | 2007 VV251               | 11 novembre 2007 | PMO NEO Survey Program |
| 246460 - | 2007 VD255               | 11 novembre 2007 | Mount Lemmon Survey    |
| 246461 - | 2007 VU268               | 12 novembre 2007 | LINEAR                 |
| 246462 - | 2007 VJ274               | 13 novembre 2007 | Spacewatch             |
| 246463 - | 2007 VM276               | 14 novembre 2007 | Spacewatch             |
| 246464 - | 2007 VR298               | 11 novembre 2007 | CSS                    |
| 246465 - | 2007 VS301               | 4 novembre 2007  | CSS                    |
| 246466 - | 2007 VG306               | 11 novembre 2007 | Mount Lemmon Survey    |
| 246467 - | 2007 VG310               | 7 novembre 2007  | Spacewatch             |
| 246468 - | 2007 VU310               | 5 novembre 2007  | Spacewatch             |
| 246469 - | 2007 VC317               | 9 novembre 2007  | Mount Lemmon Survey    |
| 246470 - | 2007 VG330               | 3 novembre 2007  | Spacewatch             |
| 246471 - | 2007 WP7                 | 18 novembre 2007 | LINEAR                 |
| 246472 - | 2007 WE15                | 18 novembre 2007 | Mount Lemmon Survey    |
| 246473 - | 2007 WK17                | 18 novembre 2007 | Mount Lemmon Survey    |
| 246474 - | 2007 WZ21                | 17 novembre 2007 | Spacewatch             |
| 246475 - | 2007 WL28                | 19 novembre 2007 | Spacewatch             |
| 246476 - | 2007 WH39                | 16 novembre 2007 | CSS                    |
| 246477 - | 2007 WD40                | 17 novembre 2007 | Mount Lemmon Survey    |
| 246478 - | 2007 WP41                | 18 novembre 2007 | Mount Lemmon Survey    |
| 246479 - | 2007 WA59                | 19 novembre 2007 | Mount Lemmon Survey    |
| 246480 - | 2007 XT1                 | 3 dicembre 2007  | CSS                    |
| 246481 - | 2007 XB2                 | 3 dicembre 2007  | CSS                    |
| 246482 - | 2007 XM2                 | 3 dicembre 2007  | Spacewatch             |
| 246483 - | 2007 XK3                 | 3 dicembre 2007  | Calvin College         |
| 246484 - | 2007 XY7                 | 4 dicembre 2007  | CSS                    |
| 246485 - | 2007 XD18                | 12 dicembre 2007 | Birtwhistle, P.        |
| 246486 - | 2007 XH21                | 14 dicembre 2007 | OAM                    |
| 246487 - | 2007 XR24                | 14 dicembre 2007 | OAM                    |
| 246488 - | 2007 XV30                | 15 dicembre 2007 | CSS                    |
| 246489 - | 2007 XA31                | 15 dicembre 2007 | Spacewatch             |
| 246490 - | 2007 XU56                | 3 dicembre 2007  | Spacewatch             |
| 246491 - | 2007 YE20                | 16 dicembre 2007 | Spacewatch             |
| 246492 - | 2007 YC43                | 30 dicembre 2007 | CSS                    |
| 246493 - | 2007 YV51                | 30 dicembre 2007 | Spacewatch             |
| 246494 - | 2007 YG52                | 30 dicembre 2007 | Spacewatch             |
| 246495 - | 2007 YS63                | 31 dicembre 2007 | Spacewatch             |
| 246496 - | 2008 AO17                | 10 gennaio 2008  | Spacewatch             |
| 246497 - | 2008 AP17                | 10 gennaio 2008  | Spacewatch             |
| 246498 - | 2008 AE26                | 10 gennaio 2008  | Mount Lemmon Survey    |
| 246499 - | 2008 AH37                | 10 gennaio 2008  | Spacewatch             |
| 246500 - | 2008 AE45                | 10 gennaio 2008  | Spacewatch             |

## 246501-246600
| Nome           | Designazione provvisoria | Data di scoperta  | Scopritore            |
| -------------- | ------------------------ | ----------------- | --------------------- |
| 246501 -       | 2008 AA62                | 11 gennaio 2008   | Spacewatch            |
| 246502 -       | 2008 AC72                | 13 gennaio 2008   | Mount Lemmon Survey   |
| 246503 -       | 2008 AQ117               | 11 gennaio 2008   | Spacewatch            |
| 246504 Hualien | 2008 BG16                | 28 gennaio 2008   | Lin, C.-S., Ye, Q.-z. |
| 246505 -       | 2008 BT26                | 30 gennaio 2008   | Spacewatch            |
| 246506 -       | 2008 BH53                | 19 gennaio 2008   | Mount Lemmon Survey   |
| 246507 -       | 2008 CB10                | 2 febbraio 2008   | Mount Lemmon Survey   |
| 246508 -       | 2008 CQ73                | 6 febbraio 2008   | CSS                   |
| 246509 -       | 2008 CD89                | 7 febbraio 2008   | Mount Lemmon Survey   |
| 246510 -       | 2008 CE102               | 9 febbraio 2008   | Mount Lemmon Survey   |
| 246511 -       | 2008 CC131               | 8 febbraio 2008   | Spacewatch            |
| 246512 -       | 2008 CA182               | 11 febbraio 2008  | Mount Lemmon Survey   |
| 246513 -       | 2008 CJ184               | 11 febbraio 2008  | Spacewatch            |
| 246514 -       | 2008 CS210               | 2 febbraio 2008   | Spacewatch            |
| 246515 -       | 2008 CK211               | 3 febbraio 2008   | Spacewatch            |
| 246516 -       | 2008 CL212               | 7 febbraio 2008   | Mount Lemmon Survey   |
| 246517 -       | 2008 DZ2                 | 24 febbraio 2008  | Spacewatch            |
| 246518 -       | 2008 DK40                | 27 febbraio 2008  | Spacewatch            |
| 246519 -       | 2008 DV46                | 28 febbraio 2008  | Spacewatch            |
| 246520 -       | 2008 DU54                | 28 febbraio 2008  | CSS                   |
| 246521 -       | 2008 EC78                | 7 marzo 2008      | Spacewatch            |
| 246522 -       | 2008 EO91                | 2 marzo 2008      | CSS                   |
| 246523 -       | 2008 EV120               | 9 marzo 2008      | Spacewatch            |
| 246524 -       | 2008 EX142               | 13 marzo 2008     | CSS                   |
| 246525 -       | 2008 FR32                | 28 marzo 2008     | Mount Lemmon Survey   |
| 246526 -       | 2008 FA61                | 29 marzo 2008     | Mount Lemmon Survey   |
| 246527 -       | 2008 FA95                | 29 marzo 2008     | Spacewatch            |
| 246528 -       | 2008 FQ129               | 31 marzo 2008     | Spacewatch            |
| 246529 -       | 2008 GW66                | 6 aprile 2008     | Mount Lemmon Survey   |
| 246530 -       | 2008 GC106               | 11 aprile 2008    | Mount Lemmon Survey   |
| 246531 -       | 2008 GW134               | 14 aprile 2008    | Mount Lemmon Survey   |
| 246532 -       | 2008 HL37                | 29 aprile 2008    | Kugel, F.             |
| 246533 -       | 2008 HT41                | 26 aprile 2008    | Mount Lemmon Survey   |
| 246534 -       | 2008 KG43                | 31 maggio 2008    | Spacewatch            |
| 246535 -       | 2008 MN5                 | 30 giugno 2008    | Siding Spring Survey  |
| 246536 -       | 2008 NQ2                 | 9 luglio 2008     | Kugel, F.             |
| 246537 -       | 2008 PQ10                | 7 agosto 2008     | OAM                   |
| 246538 -       | 2008 QF6                 | 25 agosto 2008    | Kugel, F.             |
| 246539 -       | 2008 RF8                 | 3 settembre 2008  | Spacewatch            |
| 246540 -       | 2008 RW39                | 2 settembre 2008  | Spacewatch            |
| 246541 -       | 2008 RU46                | 2 settembre 2008  | Spacewatch            |
| 246542 -       | 2008 RW64                | 4 settembre 2008  | Spacewatch            |
| 246543 -       | 2008 RM80                | 3 settembre 2008  | Spacewatch            |
| 246544 -       | 2008 RV80                | 3 settembre 2008  | Spacewatch            |
| 246545 -       | 2008 RT81                | 4 settembre 2008  | Spacewatch            |
| 246546 -       | 2008 SM12                | 24 settembre 2008 | Spacewatch            |
| 246547 -       | 2008 SS12                | 20 settembre 2008 | Mount Lemmon Survey   |
| 246548 -       | 2008 SL22                | 19 settembre 2008 | Spacewatch            |
| 246549 -       | 2008 SA42                | 20 settembre 2008 | Mount Lemmon Survey   |
| 246550 -       | 2008 SO47                | 20 settembre 2008 | CSS                   |
| 246551 -       | 2008 SK72                | 22 settembre 2008 | Spacewatch            |
| 246552 -       | 2008 SR90                | 21 settembre 2008 | Spacewatch            |
| 246553 -       | 2008 SJ98                | 21 settembre 2008 | Spacewatch            |
| 246554 -       | 2008 SC99                | 21 settembre 2008 | Spacewatch            |
| 246555 -       | 2008 SO99                | 21 settembre 2008 | Spacewatch            |
| 246556 -       | 2008 SO102               | 21 settembre 2008 | Mount Lemmon Survey   |
| 246557 -       | 2008 SZ112               | 22 settembre 2008 | Spacewatch            |
| 246558 -       | 2008 SR118               | 22 settembre 2008 | Mount Lemmon Survey   |
| 246559 -       | 2008 SG142               | 24 settembre 2008 | Mount Lemmon Survey   |
| 246560 -       | 2008 SA158               | 24 settembre 2008 | LINEAR                |
| 246561 -       | 2008 SM160               | 24 settembre 2008 | LINEAR                |
| 246562 -       | 2008 SS167               | 28 settembre 2008 | LINEAR                |
| 246563 -       | 2008 SQ172               | 22 settembre 2008 | Spacewatch            |
| 246564 -       | 2008 SW180               | 24 settembre 2008 | Spacewatch            |
| 246565 -       | 2008 SY192               | 25 settembre 2008 | Spacewatch            |
| 246566 -       | 2008 SQ194               | 25 settembre 2008 | Spacewatch            |
| 246567 -       | 2008 SD261               | 23 settembre 2008 | Spacewatch            |
| 246568 -       | 2008 SO263               | 24 settembre 2008 | Mount Lemmon Survey   |
| 246569 -       | 2008 TK19                | 1 ottobre 2008    | Mount Lemmon Survey   |
| 246570 -       | 2008 TK21                | 1 ottobre 2008    | Mount Lemmon Survey   |
| 246571 -       | 2008 TE59                | 2 ottobre 2008    | Spacewatch            |
| 246572 -       | 2008 TS72                | 2 ottobre 2008    | Spacewatch            |
| 246573 -       | 2008 TN112               | 6 ottobre 2008    | CSS                   |
| 246574 -       | 2008 TV135               | 8 ottobre 2008    | Spacewatch            |
| 246575 -       | 2008 TP164               | 1 ottobre 2008    | Spacewatch            |
| 246576 -       | 2008 TY171               | 8 ottobre 2008    | CSS                   |
| 246577 -       | 2008 TT176               | 3 ottobre 2008    | Mount Lemmon Survey   |
| 246578 -       | 2008 UH5                 | 24 ottobre 2008   | LINEAR                |
| 246579 -       | 2008 UX31                | 20 ottobre 2008   | Spacewatch            |
| 246580 -       | 2008 UM40                | 20 ottobre 2008   | Spacewatch            |
| 246581 -       | 2008 US40                | 20 ottobre 2008   | Spacewatch            |
| 246582 -       | 2008 UJ54                | 20 ottobre 2008   | Spacewatch            |
| 246583 -       | 2008 UT71                | 21 ottobre 2008   | Mount Lemmon Survey   |
| 246584 -       | 2008 UD87                | 23 ottobre 2008   | Mount Lemmon Survey   |
| 246585 -       | 2008 UE89                | 24 ottobre 2008   | Spacewatch            |
| 246586 -       | 2008 UX92                | 24 ottobre 2008   | LINEAR                |
| 246587 -       | 2008 UP93                | 25 ottobre 2008   | LINEAR                |
| 246588 -       | 2008 UG94                | 25 ottobre 2008   | LINEAR                |
| 246589 -       | 2008 UD114               | 22 ottobre 2008   | Spacewatch            |
| 246590 -       | 2008 UT119               | 22 ottobre 2008   | Spacewatch            |
| 246591 -       | 2008 UU144               | 23 ottobre 2008   | Spacewatch            |
| 246592 -       | 2008 UW155               | 23 ottobre 2008   | Spacewatch            |
| 246593 -       | 2008 UY157               | 23 ottobre 2008   | Mount Lemmon Survey   |
| 246594 -       | 2008 US163               | 24 ottobre 2008   | Spacewatch            |
| 246595 -       | 2008 UJ246               | 26 ottobre 2008   | Mount Lemmon Survey   |
| 246596 -       | 2008 UQ261               | 27 ottobre 2008   | Spacewatch            |
| 246597 -       | 2008 UK279               | 28 ottobre 2008   | Mount Lemmon Survey   |
| 246598 -       | 2008 UT316               | 30 ottobre 2008   | Mount Lemmon Survey   |
| 246599 -       | 2008 UO317               | 31 ottobre 2008   | CSS                   |
| 246600 -       | 2008 UQ322               | 31 ottobre 2008   | Mount Lemmon Survey   |

## 246601-246700
| Nome          | Designazione provvisoria | Data di scoperta | Scopritore              |
| ------------- | ------------------------ | ---------------- | ----------------------- |
| 246601 -      | 2008 UC329               | 30 ottobre 2008  | Mount Lemmon Survey     |
| 246602 -      | 2008 UF335               | 21 ottobre 2008  | Spacewatch              |
| 246603 -      | 2008 UC346               | 29 ottobre 2008  | Spacewatch              |
| 246604 -      | 2008 UJ352               | 31 ottobre 2008  | Mount Lemmon Survey     |
| 246605 -      | 2008 VR20                | 1 novembre 2008  | Mount Lemmon Survey     |
| 246606 -      | 2008 VM21                | 1 novembre 2008  | Mount Lemmon Survey     |
| 246607 -      | 2008 VB25                | 2 novembre 2008  | Spacewatch              |
| 246608 -      | 2008 VF64                | 9 novembre 2008  | OAM                     |
| 246609 -      | 2008 VL67                | 7 novembre 2008  | Mount Lemmon Survey     |
| 246610 -      | 2008 VR68                | 3 novembre 2008  | Spacewatch              |
| 246611 -      | 2008 VE69                | 6 novembre 2008  | Mount Lemmon Survey     |
| 246612 -      | 2008 VJ69                | 7 novembre 2008  | CSS                     |
| 246613 -      | 2008 VW71                | 3 novembre 2008  | CSS                     |
| 246614 -      | 2008 VK72                | 6 novembre 2008  | Mount Lemmon Survey     |
| 246615 -      | 2008 VD79                | 9 novembre 2008  | Mount Lemmon Survey     |
| 246616 -      | 2008 VY79                | 7 novembre 2008  | Mount Lemmon Survey     |
| 246617 -      | 2008 WX2                 | 19 novembre 2008 | BATTeRS                 |
| 246618 -      | 2008 WF5                 | 17 novembre 2008 | Spacewatch              |
| 246619 -      | 2008 WH16                | 17 novembre 2008 | Spacewatch              |
| 246620 -      | 2008 WH31                | 19 novembre 2008 | Mount Lemmon Survey     |
| 246621 -      | 2008 WG39                | 17 novembre 2008 | Spacewatch              |
| 246622 -      | 2008 WO59                | 18 novembre 2008 | LINEAR                  |
| 246623 -      | 2008 WQ65                | 17 novembre 2008 | Spacewatch              |
| 246624 -      | 2008 WN81                | 20 novembre 2008 | Spacewatch              |
| 246625 -      | 2008 WY86                | 21 novembre 2008 | Spacewatch              |
| 246626 -      | 2008 WO87                | 21 novembre 2008 | Mount Lemmon Survey     |
| 246627 -      | 2008 WK89                | 21 novembre 2008 | Mount Lemmon Survey     |
| 246628 -      | 2008 WR91                | 23 novembre 2008 | Mount Lemmon Survey     |
| 246629 -      | 2008 WP94                | 28 novembre 2008 | Ferrando, R.            |
| 246630 -      | 2008 WU94                | 24 novembre 2008 | Tozzi, F.               |
| 246631 -      | 2008 WU111               | 30 novembre 2008 | Spacewatch              |
| 246632 -      | 2008 WU125               | 20 novembre 2008 | Mount Lemmon Survey     |
| 246633 -      | 2008 WL129               | 20 novembre 2008 | Spacewatch              |
| 246634 -      | 2008 XR1                 | 2 dicembre 2008  | Kocher, P.              |
| 246635 -      | 2008 XP9                 | 1 dicembre 2008  | CSS                     |
| 246636 -      | 2008 XS16                | 1 dicembre 2008  | Spacewatch              |
| 246637 -      | 2008 XF30                | 1 dicembre 2008  | CSS                     |
| 246638 -      | 2008 XO38                | 2 dicembre 2008  | Spacewatch              |
| 246639 -      | 2008 YJ1                 | 20 dicembre 2008 | OAM                     |
| 246640 -      | 2008 YR4                 | 22 dicembre 2008 | Kugel, F.               |
| 246641 -      | 2008 YU8                 | 22 dicembre 2008 | Hug, G.                 |
| 246642 -      | 2008 YW8                 | 23 dicembre 2008 | Sárneczky, K.           |
| 246643 Miaoli | 2008 YU9                 | 18 dicembre 2008 | Hsiao, X. Y., Ye, Q.-z. |
| 246644 -      | 2008 YZ18                | 21 dicembre 2008 | Mount Lemmon Survey     |
| 246645 -      | 2008 YD19                | 21 dicembre 2008 | Mount Lemmon Survey     |
| 246646 -      | 2008 YK19                | 21 dicembre 2008 | Mount Lemmon Survey     |
| 246647 -      | 2008 YO19                | 21 dicembre 2008 | Mount Lemmon Survey     |
| 246648 -      | 2008 YZ19                | 21 dicembre 2008 | Mount Lemmon Survey     |
| 246649 -      | 2008 YN21                | 21 dicembre 2008 | Mount Lemmon Survey     |
| 246650 -      | 2008 YG22                | 21 dicembre 2008 | Mount Lemmon Survey     |
| 246651 -      | 2008 YS22                | 21 dicembre 2008 | Mount Lemmon Survey     |
| 246652 -      | 2008 YU28                | 29 dicembre 2008 | Sárneczky, K.           |
| 246653 -      | 2008 YM33                | 28 dicembre 2008 | Kugel, F.               |
| 246654 -      | 2008 YN35                | 22 dicembre 2008 | Spacewatch              |
| 246655 -      | 2008 YE38                | 29 dicembre 2008 | Spacewatch              |
| 246656 -      | 2008 YA41                | 30 dicembre 2008 | Mount Lemmon Survey     |
| 246657 -      | 2008 YD45                | 29 dicembre 2008 | Mount Lemmon Survey     |
| 246658 -      | 2008 YK47                | 29 dicembre 2008 | Spacewatch              |
| 246659 -      | 2008 YW49                | 29 dicembre 2008 | Mount Lemmon Survey     |
| 246660 -      | 2008 YT58                | 30 dicembre 2008 | Spacewatch              |
| 246661 -      | 2008 YA85                | 27 dicembre 2008 | Bickel, W.              |
| 246662 -      | 2008 YV92                | 29 dicembre 2008 | Spacewatch              |
| 246663 -      | 2008 YP101               | 29 dicembre 2008 | Spacewatch              |
| 246664 -      | 2008 YW103               | 29 dicembre 2008 | Spacewatch              |
| 246665 -      | 2008 YH105               | 29 dicembre 2008 | Spacewatch              |
| 246666 -      | 2008 YP106               | 29 dicembre 2008 | Spacewatch              |
| 246667 -      | 2008 YB109               | 29 dicembre 2008 | Spacewatch              |
| 246668 -      | 2008 YS117               | 29 dicembre 2008 | Spacewatch              |
| 246669 -      | 2008 YN126               | 30 dicembre 2008 | Spacewatch              |
| 246670 -      | 2008 YY131               | 31 dicembre 2008 | Spacewatch              |
| 246671 -      | 2008 YT132               | 31 dicembre 2008 | Spacewatch              |
| 246672 -      | 2008 YZ132               | 31 dicembre 2008 | Spacewatch              |
| 246673 -      | 2008 YG137               | 30 dicembre 2008 | Spacewatch              |
| 246674 -      | 2008 YS138               | 30 dicembre 2008 | Mount Lemmon Survey     |
| 246675 -      | 2008 YH141               | 30 dicembre 2008 | Mount Lemmon Survey     |
| 246676 -      | 2008 YN151               | 22 dicembre 2008 | Spacewatch              |
| 246677 -      | 2008 YU151               | 22 dicembre 2008 | Mount Lemmon Survey     |
| 246678 -      | 2008 YY152               | 30 dicembre 2008 | Mount Lemmon Survey     |
| 246679 -      | 2008 YE159               | 31 dicembre 2008 | Mount Lemmon Survey     |
| 246680 -      | 2008 YG159               | 31 dicembre 2008 | Mount Lemmon Survey     |
| 246681 -      | 2008 YZ160               | 29 dicembre 2008 | Mount Lemmon Survey     |
| 246682 -      | 2008 YK161               | 21 dicembre 2008 | Spacewatch              |
| 246683 -      | 2008 YW161               | 31 dicembre 2008 | CSS                     |
| 246684 -      | 2008 YJ162               | 21 dicembre 2008 | Mount Lemmon Survey     |
| 246685 -      | 2008 YO162               | 22 dicembre 2008 | Spacewatch              |
| 246686 -      | 2008 YZ162               | 29 dicembre 2008 | Spacewatch              |
| 246687 -      | 2009 AD                  | 1 gennaio 2009   | Lowe, A.                |
| 246688 -      | 2009 AE                  | 1 gennaio 2009   | Lowe, A.                |
| 246689 -      | 2009 AH5                 | 1 gennaio 2009   | Spacewatch              |
| 246690 -      | 2009 AD12                | 2 gennaio 2009   | Mount Lemmon Survey     |
| 246691 -      | 2009 AA15                | 2 gennaio 2009   | Mount Lemmon Survey     |
| 246692 -      | 2009 AG21                | 3 gennaio 2009   | Spacewatch              |
| 246693 -      | 2009 AL21                | 3 gennaio 2009   | Spacewatch              |
| 246694 -      | 2009 AM21                | 3 gennaio 2009   | Spacewatch              |
| 246695 -      | 2009 AG25                | 2 gennaio 2009   | Spacewatch              |
| 246696 -      | 2009 AN25                | 2 gennaio 2009   | Spacewatch              |
| 246697 -      | 2009 AC26                | 2 gennaio 2009   | Spacewatch              |
| 246698 -      | 2009 AS26                | 2 gennaio 2009   | Spacewatch              |
| 246699 -      | 2009 AH30                | 15 gennaio 2009  | Spacewatch              |
| 246700 -      | 2009 AM31                | 15 gennaio 2009  | Spacewatch              |

## 246701-246800
| Nome               | Designazione provvisoria | Data di scoperta | Scopritore             |
| ------------------ | ------------------------ | ---------------- | ---------------------- |
| 246701 -           | 2009 AX31                | 15 gennaio 2009  | Spacewatch             |
| 246702 -           | 2009 AU32                | 15 gennaio 2009  | Spacewatch             |
| 246703 -           | 2009 AO33                | 15 gennaio 2009  | Spacewatch             |
| 246704 -           | 2009 AY34                | 15 gennaio 2009  | Spacewatch             |
| 246705 -           | 2009 AN36                | 15 gennaio 2009  | Spacewatch             |
| 246706 -           | 2009 AQ48                | 3 gennaio 2009   | Mount Lemmon Survey    |
| 246707 -           | 2009 BM4                 | 18 gennaio 2009  | LINEAR                 |
| 246708 -           | 2009 BQ4                 | 18 gennaio 2009  | LINEAR                 |
| 246709 -           | 2009 BR6                 | 18 gennaio 2009  | LINEAR                 |
| 246710 -           | 2009 BO7                 | 18 gennaio 2009  | LINEAR                 |
| 246711 -           | 2009 BJ8                 | 17 gennaio 2009  | LINEAR                 |
| 246712 -           | 2009 BS10                | 25 gennaio 2009  | Lowe, A.               |
| 246713 -           | 2009 BZ11                | 21 gennaio 2009  | LINEAR                 |
| 246714 -           | 2009 BR12                | 21 gennaio 2009  | LINEAR                 |
| 246715 -           | 2009 BN16                | 16 gennaio 2009  | Spacewatch             |
| 246716 -           | 2009 BP16                | 16 gennaio 2009  | Spacewatch             |
| 246717 -           | 2009 BP17                | 17 gennaio 2009  | Mount Lemmon Survey    |
| 246718 -           | 2009 BV18                | 16 gennaio 2009  | Mount Lemmon Survey    |
| 246719 -           | 2009 BR19                | 16 gennaio 2009  | Mount Lemmon Survey    |
| 246720 -           | 2009 BP21                | 16 gennaio 2009  | Mount Lemmon Survey    |
| 246721 -           | 2009 BP24                | 17 gennaio 2009  | CSS                    |
| 246722 -           | 2009 BN35                | 16 gennaio 2009  | Spacewatch             |
| 246723 -           | 2009 BT44                | 16 gennaio 2009  | Spacewatch             |
| 246724 -           | 2009 BZ45                | 16 gennaio 2009  | Spacewatch             |
| 246725 -           | 2009 BC47                | 16 gennaio 2009  | Spacewatch             |
| 246726 -           | 2009 BR48                | 16 gennaio 2009  | Spacewatch             |
| 246727 -           | 2009 BE50                | 16 gennaio 2009  | Mount Lemmon Survey    |
| 246728 -           | 2009 BO52                | 16 gennaio 2009  | Spacewatch             |
| 246729 -           | 2009 BN56                | 17 gennaio 2009  | Spacewatch             |
| 246730 -           | 2009 BP56                | 18 gennaio 2009  | Spacewatch             |
| 246731 -           | 2009 BV56                | 18 gennaio 2009  | Spacewatch             |
| 246732 -           | 2009 BS61                | 18 gennaio 2009  | Spacewatch             |
| 246733 -           | 2009 BJ62                | 18 gennaio 2009  | PMO NEO Survey Program |
| 246734 -           | 2009 BB63                | 20 gennaio 2009  | Spacewatch             |
| 246735 -           | 2009 BD63                | 20 gennaio 2009  | Spacewatch             |
| 246736 -           | 2009 BV64                | 20 gennaio 2009  | Mount Lemmon Survey    |
| 246737 -           | 2009 BW67                | 20 gennaio 2009  | Spacewatch             |
| 246738 -           | 2009 BT70                | 25 gennaio 2009  | CSS                    |
| 246739 -           | 2009 BH74                | 17 gennaio 2009  | Spacewatch             |
| 246740 -           | 2009 BB76                | 25 gennaio 2009  | CSS                    |
| 246741 -           | 2009 BF78                | 29 gennaio 2009  | Ferrando, R.           |
| 246742 -           | 2009 BQ78                | 30 gennaio 2009  | LINEAR                 |
| 246743 -           | 2009 BT79                | 30 gennaio 2009  | LINEAR                 |
| 246744 -           | 2009 BS82                | 20 gennaio 2009  | CSS                    |
| 246745 -           | 2009 BA83                | 20 gennaio 2009  | CSS                    |
| 246746 -           | 2009 BY98                | 26 gennaio 2009  | Mount Lemmon Survey    |
| 246747 -           | 2009 BJ115               | 29 gennaio 2009  | Spacewatch             |
| 246748 -           | 2009 BZ124               | 31 gennaio 2009  | Spacewatch             |
| 246749 -           | 2009 BB129               | 29 gennaio 2009  | Mount Lemmon Survey    |
| 246750 -           | 2009 BV133               | 29 gennaio 2009  | Spacewatch             |
| 246751 -           | 2009 BL136               | 29 gennaio 2009  | Spacewatch             |
| 246752 -           | 2009 BK142               | 30 gennaio 2009  | Spacewatch             |
| 246753 -           | 2009 BJ149               | 31 gennaio 2009  | Spacewatch             |
| 246754 -           | 2009 BK152               | 30 gennaio 2009  | Spacewatch             |
| 246755 -           | 2009 BY153               | 31 gennaio 2009  | Spacewatch             |
| 246756 -           | 2009 BM160               | 31 gennaio 2009  | Mount Lemmon Survey    |
| 246757 -           | 2009 BM175               | 29 gennaio 2009  | CSS                    |
| 246758 -           | 2009 BF179               | 25 gennaio 2009  | CSS                    |
| 246759 Elviracheca | 2009 CL4                 | 11 febbraio 2009 | Hormuth, F.            |
| 246760 -           | 2009 CY6                 | 1 febbraio 2009  | Spacewatch             |
| 246761 -           | 2009 CT9                 | 1 febbraio 2009  | Spacewatch             |
| 246762 -           | 2009 CT13                | 2 febbraio 2009  | Spacewatch             |
| 246763 -           | 2009 CL14                | 1 febbraio 2009  | Spacewatch             |
| 246764 -           | 2009 CD20                | 1 febbraio 2009  | Mount Lemmon Survey    |
| 246765 -           | 2009 CS21                | 1 febbraio 2009  | Spacewatch             |
| 246766 -           | 2009 CY21                | 1 febbraio 2009  | Spacewatch             |
| 246767 -           | 2009 CB29                | 1 febbraio 2009  | Spacewatch             |
| 246768 -           | 2009 CO30                | 1 febbraio 2009  | Spacewatch             |
| 246769 -           | 2009 CA35                | 2 febbraio 2009  | Mount Lemmon Survey    |
| 246770 -           | 2009 CJ46                | 14 febbraio 2009 | Spacewatch             |
| 246771 -           | 2009 CZ48                | 14 febbraio 2009 | Mount Lemmon Survey    |
| 246772 -           | 2009 CU50                | 14 febbraio 2009 | OAM                    |
| 246773 -           | 2009 CQ51                | 14 febbraio 2009 | OAM                    |
| 246774 -           | 2009 CH57                | 1 febbraio 2009  | Mount Lemmon Survey    |
| 246775 -           | 2009 DO6                 | 17 febbraio 2009 | Spacewatch             |
| 246776 -           | 2009 DK11                | 19 febbraio 2009 | Kugel, F.              |
| 246777 -           | 2009 DG16                | 17 febbraio 2009 | OAM                    |
| 246778 -           | 2009 DK16                | 17 febbraio 2009 | OAM                    |
| 246779 -           | 2009 DB20                | 16 febbraio 2009 | CSS                    |
| 246780 -           | 2009 DK43                | 25 febbraio 2009 | Kugel, F.              |
| 246781 -           | 2009 DH49                | 19 febbraio 2009 | Spacewatch             |
| 246782 -           | 2009 DT51                | 22 febbraio 2009 | Spacewatch             |
| 246783 -           | 2009 DN53                | 22 febbraio 2009 | Spacewatch             |
| 246784 -           | 2009 DA56                | 22 febbraio 2009 | Spacewatch             |
| 246785 -           | 2009 DC74                | 26 febbraio 2009 | CSS                    |
| 246786 -           | 2009 DV77                | 24 febbraio 2009 | OAM                    |
| 246787 -           | 2009 DT83                | 24 febbraio 2009 | Spacewatch             |
| 246788 -           | 2009 DC87                | 27 febbraio 2009 | Spacewatch             |
| 246789 Pattinson   | 2009 DM89                | 24 febbraio 2009 | Kryachko, T. V.        |
| 246790 -           | 2009 DS90                | 26 febbraio 2009 | CSS                    |
| 246791 -           | 2009 DF99                | 26 febbraio 2009 | Spacewatch             |
| 246792 -           | 2009 DD106               | 27 febbraio 2009 | CSS                    |
| 246793 -           | 2009 DH110               | 19 febbraio 2009 | CSS                    |
| 246794 -           | 2009 DP128               | 24 febbraio 2009 | CSS                    |
| 246795 -           | 2009 EX4                 | 15 marzo 2009    | OAM                    |
| 246796 -           | 2009 EP8                 | 2 marzo 2009     | Mount Lemmon Survey    |
| 246797 -           | 2009 EP9                 | 1 marzo 2009     | Spacewatch             |
| 246798 -           | 2009 EB12                | 2 marzo 2009     | Spacewatch             |
| 246799 -           | 2009 EA15                | 15 marzo 2009    | Spacewatch             |
| 246800 -           | 2009 EX15                | 15 marzo 2009    | Spacewatch             |

## 246801-246900
| Nome                    | Designazione provvisoria | Data di scoperta  | Scopritore                                                |
| ----------------------- | ------------------------ | ----------------- | --------------------------------------------------------- |
| 246801 -                | 2009 ER22                | 3 marzo 2009      | Spacewatch                                                |
| 246802 -                | 2009 EN26                | 15 marzo 2009     | Spacewatch                                                |
| 246803 Martinezpatrick  | 2009 FB1                 | 17 marzo 2009     | Ory, M.                                                   |
| 246804 -                | 2009 FJ7                 | 16 marzo 2009     | Spacewatch                                                |
| 246805 -                | 2009 FH9                 | 16 marzo 2009     | Mount Lemmon Survey                                       |
| 246806 -                | 2009 FX25                | 18 marzo 2009     | Mount Lemmon Survey                                       |
| 246807 -                | 2009 FE31                | 24 marzo 2009     | OAM                                                       |
| 246808 -                | 2009 FC44                | 29 marzo 2009     | Bickel, W.                                                |
| 246809 -                | 2009 FP66                | 21 marzo 2009     | Mount Lemmon Survey                                       |
| 246810 -                | 2009 FH73                | 23 marzo 2009     | Hormuth, F.                                               |
| 246811 -                | 2009 GJ3                 | 15 aprile 2009    | Siding Spring Survey                                      |
| 246812 -                | 2009 HD60                | 24 aprile 2009    | Spacewatch                                                |
| 246813 -                | 2009 HD76                | 24 aprile 2009    | Mount Lemmon Survey                                       |
| 246814 -                | 2009 HE77                | 28 aprile 2009    | CSS                                                       |
| 246815 -                | 2009 HG82                | 26 aprile 2009    | LINEAR                                                    |
| 246816 -                | 2009 HP98                | 23 aprile 2009    | OAM                                                       |
| 246817 -                | 2009 KH1                 | 17 maggio 2009    | OAM                                                       |
| 246818 -                | 2009 KA2                 | 17 maggio 2009    | OAM                                                       |
| 246819 -                | 2009 LO2                 | 14 giugno 2009    | Mount Lemmon Survey                                       |
| 246820 -                | 2009 MP                  | 17 giugno 2009    | Lowe, A.                                                  |
| 246821 Satyarthi        | 2009 QW33                | 27 agosto 2009    | Casulli, V. S.                                            |
| 246822 -                | 2009 ST53                | 17 settembre 2009 | CSS                                                       |
| 246823 -                | 2009 TO35                | 14 ottobre 2009   | OAM                                                       |
| 246824 -                | 2009 TR41                | 15 ottobre 2009   | OAM                                                       |
| 246825 -                | 2009 TK43                | 14 ottobre 2009   | Mount Lemmon Survey                                       |
| 246826 -                | 2009 TX45                | 12 ottobre 2009   | Mount Lemmon Survey                                       |
| 246827 -                | 2009 TT46                | 12 ottobre 2009   | OAM                                                       |
| 246828 -                | 2009 UF5                 | 18 ottobre 2009   | Crni Vrh                                                  |
| 246829 -                | 2009 UF71                | 22 ottobre 2009   | Mount Lemmon Survey                                       |
| 246830 -                | 2009 UZ71                | 23 ottobre 2009   | Spacewatch                                                |
| 246831 -                | 2009 UK81                | 22 ottobre 2009   | Mount Lemmon Survey                                       |
| 246832 -                | 2009 UV135               | 24 ottobre 2009   | CSS                                                       |
| 246833 -                | 2009 UD136               | 24 ottobre 2009   | CSS                                                       |
| 246834 -                | 2009 WJ10                | 19 novembre 2009  | LINEAR                                                    |
| 246835 -                | 2009 WA204               | 16 novembre 2009  | Spacewatch                                                |
| 246836 -                | 2009 WH212               | 18 novembre 2009  | Spacewatch                                                |
| 246837 Bethfabinsky     | 2010 CR51                | 13 febbraio 2010  | WISE                                                      |
| 246838 -                | 2010 CN144               | 13 febbraio 2010  | CSS                                                       |
| 246839 -                | 2010 CE148               | 14 febbraio 2010  | Mount Lemmon Survey                                       |
| 246840 -                | 2010 DW45                | 17 febbraio 2010  | Spacewatch                                                |
| 246841 Williamirace     | 2010 DR58                | 24 febbraio 2010  | WISE                                                      |
| 246842 Dutchstapelbroek | 2010 EZ5                 | 2 marzo 2010      | WISE                                                      |
| 246843 -                | 2010 EE31                | 4 marzo 2010      | Spacewatch                                                |
| 246844 -                | 2010 EM73                | 13 marzo 2010     | CSS                                                       |
| 246845 -                | 2010 EE121               | 14 marzo 2010     | CSS                                                       |
| 246846 -                | 2010 EY126               | 15 marzo 2010     | CSS                                                       |
| 246847 -                | 2010 EO139               | 13 marzo 2010     | CSS                                                       |
| 246848 -                | 2010 EL140               | 12 marzo 2010     | Spacewatch                                                |
| 246849 -                | 2010 FB48                | 22 marzo 2010     | ESA OGS                                                   |
| 246850 -                | 2010 FP55                | 25 marzo 2010     | Spacewatch                                                |
| 246851 -                | 2010 GV24                | 7 aprile 2010     | OAM                                                       |
| 246852 -                | 2010 GM27                | 5 aprile 2010     | Mount Lemmon Survey                                       |
| 246853 -                | 2010 GU30                | 4 aprile 2010     | CSS                                                       |
| 246854 -                | 2010 GL97                | 7 aprile 2010     | Spacewatch                                                |
| 246855 -                | 2010 GY116               | 10 aprile 2010    | Mount Lemmon Survey                                       |
| 246856 -                | 2010 GC117               | 10 aprile 2010    | Mount Lemmon Survey                                       |
| 246857 -                | 2010 HU77                | 20 aprile 2010    | Spacewatch                                                |
| 246858 -                | 2010 HX78                | 25 aprile 2010    | Tenagra II                                                |
| 246859 -                | 2010 JZ115               | 5 maggio 2010     | Tenagra II                                                |
| 246860 -                | 2010 JK155               | 9 maggio 2010     | Mount Lemmon Survey                                       |
| 246861 Johnelwell       | 2010 KC18                | 17 maggio 2010    | WISE                                                      |
| 246862 -                | 2655 P-L                 | 24 settembre 1960 | van Houten, C. J., van Houten-Groeneveld, I., Gehrels, T. |
| 246863 -                | 2697 P-L                 | 24 settembre 1960 | van Houten, C. J., van Houten-Groeneveld, I., Gehrels, T. |
| 246864 -                | 6379 P-L                 | 24 settembre 1960 | van Houten, C. J., van Houten-Groeneveld, I., Gehrels, T. |
| 246865 -                | 6770 P-L                 | 24 settembre 1960 | van Houten, C. J., van Houten-Groeneveld, I., Gehrels, T. |
| 246866 -                | 1356 T-2                 | 29 settembre 1973 | van Houten, C. J., van Houten-Groeneveld, I., Gehrels, T. |
| 246867 -                | 2057 T-2                 | 29 settembre 1973 | van Houten, C. J., van Houten-Groeneveld, I., Gehrels, T. |
| 246868 -                | 1366 T-3                 | 17 ottobre 1977   | van Houten, C. J., van Houten-Groeneveld, I., Gehrels, T. |
| 246869 -                | 4583 T-3                 | 16 ottobre 1977   | van Houten, C. J., van Houten-Groeneveld, I., Gehrels, T. |
| 246870 -                | 1993 RX14                | 15 settembre 1993 | Elst, E. W.                                               |
| 246871 -                | 1993 TL14                | 9 ottobre 1993    | Elst, E. W.                                               |
| 246872 -                | 1993 TK23                | 9 ottobre 1993    | Elst, E. W.                                               |
| 246873 -                | 1994 PQ7                 | 10 agosto 1994    | Elst, E. W.                                               |
| 246874 -                | 1994 UE7                 | 28 ottobre 1994   | Spacewatch                                                |
| 246875 -                | 1994 WR6                 | 28 novembre 1994  | Spacewatch                                                |
| 246876 -                | 1994 XH2                 | 1 dicembre 1994   | Spacewatch                                                |
| 246877 -                | 1995 DZ2                 | 24 febbraio 1995  | McNaught, R. H.                                           |
| 246878 -                | 1995 OY5                 | 22 luglio 1995    | Spacewatch                                                |
| 246879 -                | 1995 SB19                | 18 settembre 1995 | Spacewatch                                                |
| 246880 -                | 1995 SR54                | 17 settembre 1995 | Beijing Schmidt CCD Asteroid Program                      |
| 246881 -                | 1995 TZ2                 | 15 ottobre 1995   | Spacewatch                                                |
| 246882 -                | 1996 BB11                | 24 gennaio 1996   | Spacewatch                                                |
| 246883 -                | 1996 BF12                | 24 gennaio 1996   | Spacewatch                                                |
| 246884 -                | 1996 EJ15                | 12 marzo 1996     | Spacewatch                                                |
| 246885 -                | 1996 GV8                 | 13 aprile 1996    | Spacewatch                                                |
| 246886 -                | 1996 XY4                 | 6 dicembre 1996   | Spacewatch                                                |
| 246887 -                | 1996 XK28                | 12 dicembre 1996  | Spacewatch                                                |
| 246888 -                | 1997 CE14                | 3 febbraio 1997   | Spacewatch                                                |
| 246889 -                | 1997 EB7                 | 3 marzo 1997      | Spacewatch                                                |
| 246890 -                | 1997 EF15                | 4 marzo 1997      | Spacewatch                                                |
| 246891 -                | 1997 JY10                | 8 maggio 1997     | Spacewatch                                                |
| 246892 -                | 1997 NU5                 | 7 luglio 1997     | Spacewatch                                                |
| 246893 -                | 1997 OB1                 | 29 luglio 1997    | Boattini, A., Tesi, L.                                    |
| 246894 -                | 1997 SM6                 | 23 settembre 1997 | Spacewatch                                                |
| 246895 -                | 1997 SP8                 | 23 settembre 1997 | Spacewatch                                                |
| 246896 -                | 1997 SV9                 | 28 settembre 1997 | Spacewatch                                                |
| 246897 -                | 1997 SH15                | 28 settembre 1997 | Spacewatch                                                |
| 246898 -                | 1997 SB31                | 27 settembre 1997 | Spacewatch                                                |
| 246899 -                | 1997 TB5                 | 1 ottobre 1997    | ODAS                                                      |
| 246900 -                | 1997 WB18                | 23 novembre 1997  | Spacewatch                                                |

## 246901-247000
| Nome          | Designazione provvisoria | Data di scoperta  | Scopritore                           |
| ------------- | ------------------------ | ----------------- | ------------------------------------ |
| 246901 -      | 1997 WW55                | 28 novembre 1997  | Spacewatch                           |
| 246902 -      | 1998 DT19                | 26 febbraio 1998  | Spacewatch                           |
| 246903 -      | 1998 DA22                | 22 febbraio 1998  | Spacewatch                           |
| 246904 -      | 1998 FD10                | 24 marzo 1998     | ODAS                                 |
| 246905 -      | 1998 FH20                | 20 marzo 1998     | LINEAR                               |
| 246906 -      | 1998 HL10                | 17 aprile 1998    | Spacewatch                           |
| 246907 -      | 1998 KC3                 | 23 maggio 1998    | Spacewatch                           |
| 246908 -      | 1998 MU1                 | 16 giugno 1998    | Spacewatch                           |
| 246909 -      | 1998 QV4                 | 22 agosto 1998    | Beijing Schmidt CCD Asteroid Program |
| 246910 -      | 1998 QZ5                 | 24 agosto 1998    | ODAS                                 |
| 246911 -      | 1998 QY96                | 19 agosto 1998    | LINEAR                               |
| 246912 -      | 1998 RB41                | 14 settembre 1998 | LINEAR                               |
| 246913 Slocum | 1998 SU63                | 23 settembre 1998 | Aikman, G. C. L.                     |
| 246914 -      | 1998 SZ124               | 26 settembre 1998 | LINEAR                               |
| 246915 -      | 1998 UK5                 | 22 ottobre 1998   | ODAS                                 |
| 246916 -      | 1998 UZ5                 | 22 ottobre 1998   | ODAS                                 |
| 246917 -      | 1998 UR18                | 25 ottobre 1998   | Kobayashi, T.                        |
| 246918 -      | 1998 UN27                | 18 ottobre 1998   | Elst, E. W.                          |
| 246919 -      | 1998 UB42                | 28 ottobre 1998   | LINEAR                               |
| 246920 -      | 1998 WY3                 | 18 novembre 1998  | LINEAR                               |
| 246921 -      | 1998 WT10                | 21 novembre 1998  | LINEAR                               |
| 246922 -      | 1998 WR34                | 17 novembre 1998  | Spacewatch                           |
| 246923 -      | 1998 XW11                | 15 dicembre 1998  | LINEAR                               |
| 246924 -      | 1999 AJ1                 | 7 gennaio 1999    | Spacewatch                           |
| 246925 -      | 1999 BG3                 | 19 gennaio 1999   | CSS                                  |
| 246926 -      | 1999 BO11                | 20 gennaio 1999   | ODAS                                 |
| 246927 -      | 1999 BF32                | 19 gennaio 1999   | Spacewatch                           |
| 246928 -      | 1999 CV2                 | 9 febbraio 1999   | Šarounová, L.                        |
| 246929 -      | 1999 CW129               | 6 febbraio 1999   | Veillet, C.                          |
| 246930 -      | 1999 ET14                | 14 marzo 1999     | Spacewatch                           |
| 246931 -      | 1999 HE7                 | 19 aprile 1999    | Spacewatch                           |
| 246932 -      | 1999 JR5                 | 10 maggio 1999    | LINEAR                               |
| 246933 -      | 1999 LN5                 | 11 giugno 1999    | LINEAR                               |
| 246934 -      | 1999 PL                  | 6 agosto 1999     | Santangelo, M. M. M.                 |
| 246935 -      | 1999 RB8                 | 3 settembre 1999  | Spacewatch                           |
| 246936 -      | 1999 RT13                | 7 settembre 1999  | LINEAR                               |
| 246937 -      | 1999 RF15                | 7 settembre 1999  | LINEAR                               |
| 246938 -      | 1999 RU17                | 7 settembre 1999  | LINEAR                               |
| 246939 -      | 1999 RX30                | 8 settembre 1999  | LINEAR                               |
| 246940 -      | 1999 RK51                | 7 settembre 1999  | LINEAR                               |
| 246941 -      | 1999 RF100               | 8 settembre 1999  | LINEAR                               |
| 246942 -      | 1999 RV101               | 8 settembre 1999  | LINEAR                               |
| 246943 -      | 1999 RF106               | 8 settembre 1999  | LINEAR                               |
| 246944 -      | 1999 RD109               | 8 settembre 1999  | LINEAR                               |
| 246945 -      | 1999 RP116               | 9 settembre 1999  | LINEAR                               |
| 246946 -      | 1999 RC133               | 9 settembre 1999  | LINEAR                               |
| 246947 -      | 1999 RW141               | 9 settembre 1999  | LINEAR                               |
| 246948 -      | 1999 RB142               | 9 settembre 1999  | LINEAR                               |
| 246949 -      | 1999 RE149               | 9 settembre 1999  | LINEAR                               |
| 246950 -      | 1999 RY185               | 9 settembre 1999  | LINEAR                               |
| 246951 -      | 1999 RL191               | 14 settembre 1999 | Spacewatch                           |
| 246952 -      | 1999 RC201               | 8 settembre 1999  | LINEAR                               |
| 246953 -      | 1999 RU201               | 8 settembre 1999  | LINEAR                               |
| 246954 -      | 1999 RH209               | 8 settembre 1999  | LINEAR                               |
| 246955 -      | 1999 RV219               | 4 settembre 1999  | CSS                                  |
| 246956 -      | 1999 RA242               | 14 settembre 1999 | LINEAR                               |
| 246957 -      | 1999 SA4                 | 29 settembre 1999 | Korlević, K.                         |
| 246958 -      | 1999 SG21                | 30 settembre 1999 | Spacewatch                           |
| 246959 -      | 1999 TV3                 | 2 ottobre 1999    | Šarounová, L.                        |
| 246960 -      | 1999 TS20                | 7 ottobre 1999    | Tucker, R. A.                        |
| 246961 -      | 1999 TT38                | 1 ottobre 1999    | CSS                                  |
| 246962 -      | 1999 TS39                | 3 ottobre 1999    | CSS                                  |
| 246963 -      | 1999 TG45                | 3 ottobre 1999    | Spacewatch                           |
| 246964 -      | 1999 TG61                | 7 ottobre 1999    | Spacewatch                           |
| 246965 -      | 1999 TS70                | 9 ottobre 1999    | Spacewatch                           |
| 246966 -      | 1999 TX79                | 11 ottobre 1999   | Spacewatch                           |
| 246967 -      | 1999 TY106               | 4 ottobre 1999    | LINEAR                               |
| 246968 -      | 1999 TU125               | 4 ottobre 1999    | LINEAR                               |
| 246969 -      | 1999 TV135               | 6 ottobre 1999    | LINEAR                               |
| 246970 -      | 1999 TX138               | 6 ottobre 1999    | LINEAR                               |
| 246971 -      | 1999 TB149               | 7 ottobre 1999    | LINEAR                               |
| 246972 -      | 1999 TU150               | 7 ottobre 1999    | LINEAR                               |
| 246973 -      | 1999 TA155               | 7 ottobre 1999    | LINEAR                               |
| 246974 -      | 1999 TW155               | 7 ottobre 1999    | LINEAR                               |
| 246975 -      | 1999 TO170               | 10 ottobre 1999   | LINEAR                               |
| 246976 -      | 1999 TY190               | 12 ottobre 1999   | LINEAR                               |
| 246977 -      | 1999 TO220               | 1 ottobre 1999    | CSS                                  |
| 246978 -      | 1999 TB221               | 2 ottobre 1999    | CSS                                  |
| 246979 -      | 1999 TA230               | 3 ottobre 1999    | LINEAR                               |
| 246980 -      | 1999 TQ246               | 6 ottobre 1999    | LINEAR                               |
| 246981 -      | 1999 TG247               | 6 ottobre 1999    | Spacewatch                           |
| 246982 -      | 1999 TM254               | 8 ottobre 1999    | LINEAR                               |
| 246983 -      | 1999 TW254               | 13 ottobre 1999   | LINEAR                               |
| 246984 -      | 1999 TM269               | 3 ottobre 1999    | LINEAR                               |
| 246985 -      | 1999 TZ270               | 3 ottobre 1999    | LINEAR                               |
| 246986 -      | 1999 TL274               | 6 ottobre 1999    | LINEAR                               |
| 246987 -      | 1999 TW291               | 10 ottobre 1999   | LINEAR                               |
| 246988 -      | 1999 TA307               | 3 ottobre 1999    | Spacewatch                           |
| 246989 -      | 1999 TP320               | 10 ottobre 1999   | LINEAR                               |
| 246990 -      | 1999 UO27                | 30 ottobre 1999   | Spacewatch                           |
| 246991 -      | 1999 UY40                | 16 ottobre 1999   | LINEAR                               |
| 246992 -      | 1999 UT41                | 18 ottobre 1999   | LINEAR                               |
| 246993 -      | 1999 US52                | 31 ottobre 1999   | CSS                                  |
| 246994 -      | 1999 UF53                | 20 ottobre 1999   | LINEAR                               |
| 246995 -      | 1999 UU58                | 29 ottobre 1999   | LONEOS                               |
| 246996 -      | 1999 UQ60                | 31 ottobre 1999   | LINEAR                               |
| 246997 -      | 1999 VG9                 | 8 novembre 1999   | Korlević, K.                         |
| 246998 -      | 1999 VG16                | 2 novembre 1999   | Spacewatch                           |
| 246999 -      | 1999 VN41                | 4 novembre 1999   | Spacewatch                           |
| 247000 -      | 1999 VZ43                | 3 novembre 1999   | CSS                                  |